# Turn on the Heat
Turn on the Heat (Sobre Brasas ou Ligue o Aquecimento) é um livro de Erle Stanley Gardner escrito sob o pseudônimo de A.A. Fair, publicado em 1940, é o segundo livro da dupla de detetives particulares Bertha Cool e Donald Lam.

## Sinopse
Um político procura Donald Lam e Bertha Cool para investigar o desaparecimento de uma mulher, o homem é candidato a prefeito de uma cidade, e acaba sendo assassinado, Lam precisa descobrir quem é o assassino e o paradeiro da desconhecida.